# Kshatriya
Los chatrias, kshatriyas,  o kṣatriyas forman una de las castas del hinduismo, la casta política y guerrera. El rey y la reina de una región debían ser de la casta de los chatrias.
«Los chatrias eran el poder secular responsable del reforzamiento del karma impartido por los sacerdotes brahmanes».[cita requerida]

## Etimología
La palabra española «chatria» proviene del sánscrito क्षत्रिय (kṣatriya, que se pronuncia [kɕətr'ijə]), y este de kṣatra (‘dominio, poder, gobierno, protección’), de la raíz kṣi: ‘reinar, gobernar, poseer’.
Está relacionada (a partir de un término antepasado indoeuropeo común) con el antiguo persa kšāiazíia (‘emperador’) y kšazra (‘ámbito’), luego con los términos persas actuales shah (‘emperador’) y šahr (‘ciudad’, ‘ámbito’) y con el término español sátrapa.
En 1992 la Real Academia Española la incluyó en su diccionario como «chatria» (sin acento, pronunciada |chátria|).
Por eso «chatria» no se escribe con letra cursiva (utilizada para indicar palabras extranjeras) sino con letra redonda.
Indica que proviene del sánscrito kšatríya (sic por kṣatriya), al que traduce como ‘dominador’).
En el vedismo (previo al hinduismo), la casta de los militares era llamada rājanya y kṣatra. El primer término era la forma adjetiva de rāyan ‘rey, rector’, de la raíz rāsh: ‘reinar’; cognado al alemán reich ‘reino’ y al latín rēx ‘rey’ (y por lo tanto al español ‘rey’).
Monier Williams (1819-1899) en su diccionario sánscrito-inglés, explica que —según el Rigveda, Atharvaveda y Taittirīya-saṃhitā— las autoridades religiosas y civiles eran los rayás (reyes), de la casta rayania.
Cuando las autoridades civiles se empezaron a diferenciar de las autoridades religiosas (sacerdotes-bráhmanas) —ya en la época del Majabhárata y de las Leyes de Manu— se empezaron a llamar kshatríias.
Incluso se inventó una rebuscada definición de kshatría: kṣatāt tra (de la raíz trai) ‘el que protege de la injuria’.

## Funciones
Según las Leyes de Manu (aprox. siglo II d. C.), la primera función del rey chatria era la de proteger a sus súbditos, pero también tenía la obligación de expandir el reino mediante «medios justos para el alma» y si era necesario mediante la guerra. La función de los chatrias comunes era la de participar en la guerra, morir o ser muertos mientras combatían al enemigo.

## Título hereditario
Actualmente aparecen sitios en la internet donde se reivindica el papel del chatria, sosteniendo que antiguamente no era hereditario, sino que dependía de la aptitud (guna), conducta (karma) y tendencia personal (swábhāva).
Pero las únicas referencias hinduistas son los textos védicos, que enfatizan exclusivamente la herencia.

## En el cine
Existe una película de Hollywood llamada en inglés Kshatriya.

## Principales grupos
Principales grupos de guerreros chatrias de la India:
- Jats (Punjab del céntrico y Pakistan) [4]

- Rajput (India del Norte, Pakistán y Nepal).
- Varma (India del Sur).
- Maratha (India del Sur).

Principales grupos de guerreros chatrias de la Nepal:
- Kshetri (media colina de Nepal).
- Thakuri (media colina de Nepal).
- Rajput (Nepal del Sur).